# Fasciosminthurus dictyostigmatus
Fasciosminthurus dictyostigmatus is een springstaartensoort uit de familie van de Bourletiellidae. De wetenschappelijke naam van de soort is voor het eerst geldig gepubliceerd in 1993 door Nayrolles.